# Zespół domów tkaczy w Chełmsku Śląskim
Zespół domów tkaczy – znajdujący się w powiecie kamiennogórskim, w Chełmsku Śląskim przy ulicy Sądeckiej. 
Zespół dwunastu domów tzw. „Dwunastu Apostołów” z 1707 r., wybudowany z inicjatywy cystersów z Krzeszowa dla tkaczy płótna z Czech. W wieku XVIII miasto rozwijało się dynamicznie i było ukierunkowane na uprawę lnu, dzięki temu stało się ważnym ośrodkiem sukiennictwa, płóciennictwa oraz handlu w regionie.
Domy wybudowano w szeregu, parterowe, podcieniowe budynki, o konstrukcji ryglowej i zrębowej. Zwieńczone dwuspadowym dachem krytym gontem. Mieściły część mieszkalną oraz część do wykonywania zawodu. Z sieni obok izby mieszkalnej wąskie przejście  prowadziło do ogrodu. Strych pełnił jedynie rolę magazynu i można  się do niego dostać stromymi schodami. Len wykorzystywany przez tkaczy do przeróbki pochodził z miejscowych upraw. Dzięki osiągnięciom gospodarczym cesarz Rudolf II przyznał miejscowości liczne przywileje - organizację dwóch jarmarków w roku oraz cotygodniowych targów.
W szeregu domów obecnie mieści się Izba Tkacka. Można zapoznać się z działaniem krosna, czy kołowrotka, eksponowane są też inne narzędzia związane z tkactwem.